# Hogna likelikeae
Hogna likelikeae är en spindelart som först beskrevs av Simon 1900.  Hogna likelikeae ingår i släktet Hogna och familjen vargspindlar. Inga underarter finns listade i Catalogue of Life.